# Lindelse
Lindelse is een plaats in de Deense regio Zuid-Denemarken, gemeente Langeland. De plaats telt 307 inwoners (2020).

## Station

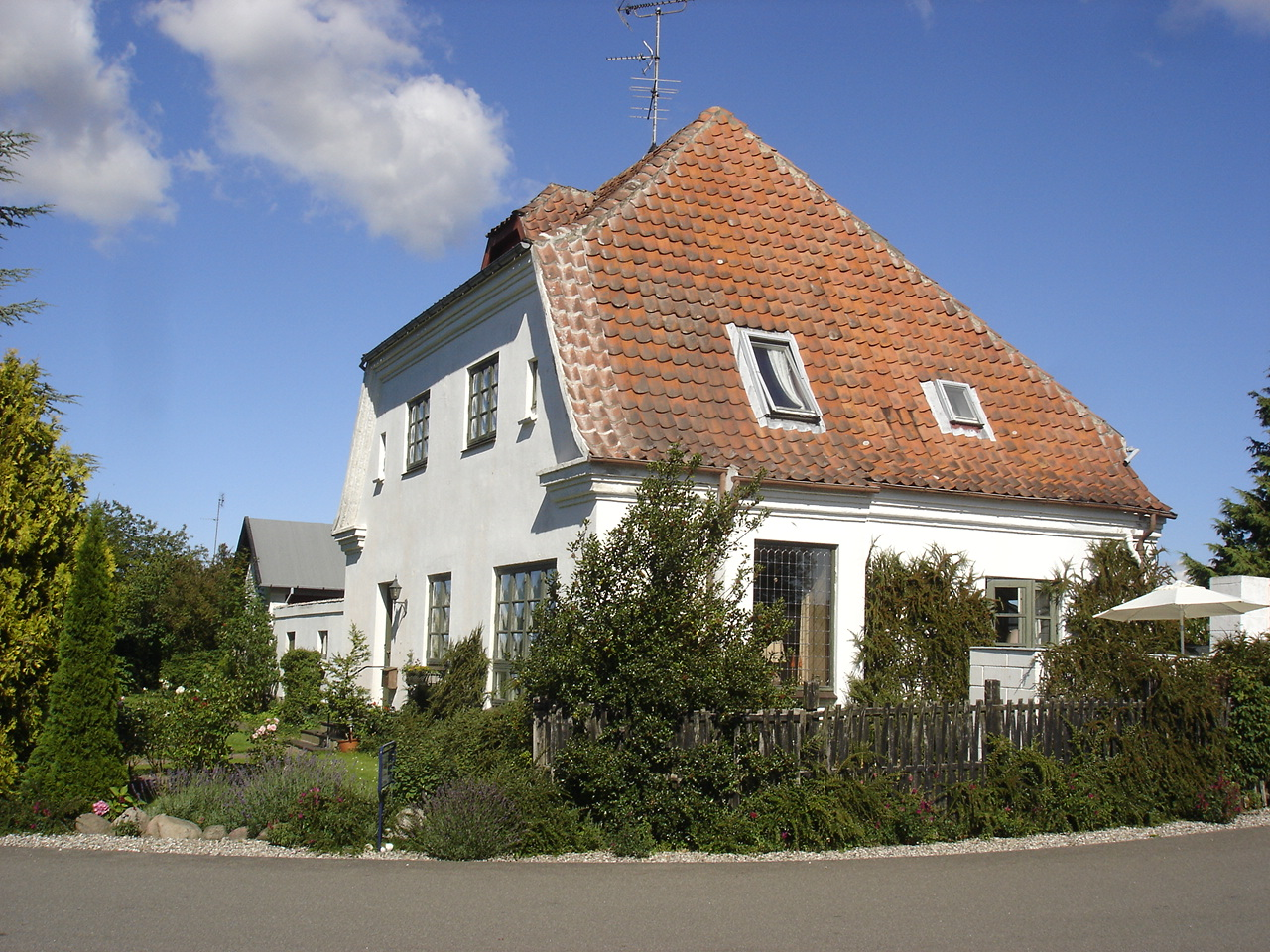
Voormalig station

In 1911 kreeg het eiland Langeland een eigen spoorlijn. De lijn begon in Rudkøbing en had twee vertakkingen, naar Bagenkop en naar Spodsbjerg. Lindelse kreeg een station aan de tak naar Bagenkop. De lijn sloot in 1966, maar het station in Lindelse is nog steeds aanwezig. 